# Järn(II)klorid
Järndiklorid är en förening av järn och klor som har formeln FeCl2. Den förekommer naturligt i form av mineralet rokühnit.

## Framställning
Järndiklorid framställs industriellt genom att lösa upp slaggprodukter från stålproduktion i saltsyra (HCl).
{\displaystyle {\rm {Fe+2\ HCl\rightarrow FeCl_{2}+H_{2}}}}
Även vid utvinning av titan produceras järn(II)klorid genom att malmen (som innehåller både järn och titan) behandlas med saltsyra.

## Användning
- Järndiklorid används som flockningsmedel vid avloppsrening och för att fälla ut kromat-joner.
- Det används också som reduktionsmedel vid organisk syntes.